# Saprosites grenadensis
Saprosites grenadensis är en skalbaggsart som beskrevs av Gilbert John Arrow 1903. Saprosites grenadensis ingår i släktet Saprosites och familjen Aphodiidae. Inga underarter finns listade i Catalogue of Life.